# Broken, Svärta
Broken är en ö i Svärta socken, Nyköpings kommun, i inre farleden mot Nyköping mitt emot Kampåsens fyr och nordost om Ledskär.
Broken omtalas i kartor redan på 1600-talet. Den har dock generellt sett varit för liten för att försörja fast bebyggelse. Beteshagar och ängar har dock funnits på ön. En kort period i början på 1800-talet hade dock ön fast bebyggelse, och på nordostra sidan av ön finns lämningar efter ett torp. Sedan 1700-talet har Broken tillhört olika byar i Svärta socken, under en period var Broken utarrenderad till fiskaren på Hertigö. Under 1800-talet anlades även en kolerakyrkogård på ön. Vid Brokenhällen och Norra Brokenklubben förliste ett engelskt fartyg i slutet av 1800-talet, och vid gott väder kan fartyget fortfarande ses på havets botten. 1957 började Nyköpings segelsällskap arrendera ön för att ersätta Tobaksholmen, som saknade lämplig hamn. 1962 köptes ön och 1963 uppfördes de första byggnaderna på ön. Klubbhuset uppfördes 1968–1970 och 1976 drogs elektricitet hit.